# Dekanat Liptowski Mikułasz
Dekanat Liptowski Mikułasz (sł.: Liptovskomikulášsky dekanát) – jeden z 14 dekanatów w rzymskokatolickiej diecezji spiskiej na Słowacji.

## Parafie
W skład dekanatu wchodzi 19 parafii:
1. parafia św. Jerzego – Bobrowiec
2. parafia św. Marcina – Liptowski Gródek–Dovalovo
3. parafia Wszystkich Świętych – Hybie
4. parafia św. Katarzyny Aleksandryjskiej – Kvačany
5. parafia św. Elżbiety Węgierskiej – Liptovské Kľačany
6. parafia św. Władysława – Liptowskie Matiaszowce
7. parafia Nawiedzenia NMP – Liptowski Gródek
8. parafia św. Jana Chrzciciela – Liptowski Jan
9. parafia św. Mikołaja – Liptowski Mikułasz
10. parafia św. Andrzeja – Liptowski Andrzej
11. parafia św. Elżbiety Węgierskiej – Liptowski Tarnowiec
12. parafia Podwyższenia Krzyża Świętego – Malužiná
13. parafia św. Piotra z Alkantary – Liptowski Mikułasz–Okoličné
14. parafia św. Jana Ewangelisty – Liptowski Mikułasz–Palúdzka
15. parafia św. Mateusza – Partizánska Ľupča
16. parafia św. Elżbiety Węgierskiej – Prosiek
17. parafia Podwyższenia Krzyża Świętego – Svätý Kríž
18. parafia św. Trzech Króli – Ważec
19. parafia św. Stefana – Wychodna

## Sąsiednie dekanaty
Dolný Kubín, Poprad, Rużomberk, Spišský Štiavnik, Trzciana